# Psapharochrus lugens
Psapharochrus lugens är en skalbaggsart som beskrevs av Thomson 1865. Psapharochrus lugens ingår i släktet Psapharochrus och familjen långhorningar. Inga underarter finns listade i Catalogue of Life.